# Ci vogliamo bene
Ci vogliamo bene è il singolo di debutto del cantautore italiano Mameli, pubblicato il 16 gennaio 2019 come estratto dal primo EP Inno.

## Video musicale
Il videoclip è stato pubblicato il 21 giugno 2019 sul canale YouTube di Mameli, nel quale vengono mostrati vari video del cantante da bambino e alcuni che lo ritraggono in momenti di convivialità con gli amici.

## Descrizione
Il singolo è stato presentato dall'artista alla diciottesima edizione del talent show Amici di Maria De Filippi, che lo permette di accedere come concorrente.

## Tracce
Testi e musiche di Mario Castiglione.
1. Ci vogliamo bene – 3:08